# Dighton (Massachusetts)
Dighton é uma vila localizada no condado de Bristol no estado estadounidense de Massachusetts. No Censo de 2010 tinha uma população de 7.086 habitantes e uma densidade populacional de 121,04 pessoas por km².

## Geografia
Dighton encontra-se localizado nas coordenadas 41° 50′ 06″ N, 71° 09′ 05″ O. Segundo o Departamento do Censo dos Estados Unidos, Dighton tem uma superfície total de 58.54 km², da qual 57.04 km² correspondem a terra firme e (2.56%) 1.5 km² é água.

## Demografia
Segundo o censo de 2010, tinha 7.086 pessoas residindo em Dighton. A densidade populacional era de 121,04 hab./km². Dos 7.086 habitantes, Dighton estava composto pelo 96.64% brancos, o 0.79% eram afroamericanos, o 0.17% eram amerindios, o 0.66% eram asiáticos, o 0% eram insulares do Pacífico, o 0.32% eram de outras raças e o 1.41% pertenciam a duas ou mais raças. Do total da população o 1.47% eram hispanos ou latinos de qualquer raça.